# 大麻町三俣
大麻町三俣（おおあさちょうみつまた）は、徳島県鳴門市の大字。郵便番号は779-0222。

## 地理
鳴門市の南西部に位置。北は大麻町池谷、東は大麻町高畑・大麻町市場、西は大麻町萩原・大麻町川崎、南は大麻町市場に接する。平野部の農業地域で、農業用水堀が発達している。JR高徳線が東端部を南北に貫通している。
吉野川下流の沖積平野に位置し、地内中央部を北流した旧流路の自然堤防上に集落が立地する。東部に条里制遺構の地割が残る。中世には堀江荘のうちであったと伝わっている。

### 小字
| - 鍛治ケ西 - 香免 - 津久田 | - 堂池 - 中道 - 走り出 | - 鉾田 - 前野 - 吉長 |  |

## 歴史
江戸期から明治22年にかけては板東郡および板野郡の村であった。寛文4年より板野郡に属す。
明治22年に同郡板東村の大字となった。大正4年11月より板東町の大字となる。昭和34年4月に板東町と堀江町が合併し大麻町が誕生し同町の大字となる。昭和42年に大麻町が鳴門市に編入され現在の鳴門市の大字となる。

## 世帯数と人口
2022年（令和4年）7月31日現在の世帯数と人口は以下の通りである。
| 町丁       | 世帯数  | 人口  |
| ---------- | ------- | ----- |
| 大麻町三俣 | 105世帯 | 215人 |

## 小・中学校の学区
市立小・中学校に通う場合、学区は以下の通りとなる。
| 番地 | 小学校             | 中学校             |
| ---- | ------------------ | ------------------ |
| 全域 | 鳴門市立板東小学校 | 鳴門市立大麻中学校 |

## 施設
- 八坂神社

## 交通

### 道路
都道府県道
- 徳島県道167号北島池谷停車場線